# Katri laht
Katri laht ist ein natürlicher See in der Landgemeinde Saaremaa im Kreis Saare auf der größten estnischen Insel Saaremaa. 2,5 Kilometer vom See entfernt liegt der Ort Metsapere und 500 Meter entfernt liegt die Ostsee.